# Praça Azadi
A Praça Azadi (em persa: میدان آزادی em persa: میدان آزادی em persa: میدان آزادی em persa: میدان آزادی Meydāne Āzādi), tradução Praça da Liberdade, anteriormente conhecida como Praça Shahyad ( persa : میدان شهیاد Meydāne Ŝahyād ), é uma praça da cidade, com um grande gramado, em Teerã, Irã.  Abriga como sua peça central a Torre Azadi.  A torre e a praça foram comissionadas por Mohammad Reza Pahlavi, o último Xá do Irã, para marcar o 2 500º ano da fundação do Estado Imperial do Irã. 
Tem uma área de cerca de 50 000 m2, além das áreas adjacentes e inclui também uma grande rotatória. É a maior praça de Teerã e a segunda maior do Irã, sendo menor que a Praça Azerbaijão, em Tabriz. 
A torre de 50 m está no centro da praça. O desenho da torre e da área circundante é um arquétipo da arquitetura iraniana-islâmica e da geometria estética. A fonte é inspirada em jardins iranianos, e a inclinação da praça foi cuidadosamente e propositalmente projetada, auxiliando a irrigação eficiente. Esta preocupação aparece na quantidade de verde e na escolha do nome, "meydāne" em turco sendo vagamente cognato com "medina", que em algumas línguas árabes significa jardim quadrado.
Antes da Revolução Iraniana em 1979, chamava-se a Praça Shahyad (میدان شهیاد Meydāne Ŝahyād), que significa "Praça do Memorial de Xá", e foi o local de muitas das manifestações da Revolução que antecederam a 12 de dezembro de 1979.  Anualmente muitos iranianos celebram a revolução na Praça Azadi. Uma das famosas salas de concerto da capital fica na torre. 

## Estradas
- Do Norte:  Via expressa de Mohammad Ali Jenah
- Do oeste:  Estrada Karaj Makhsus (especial)
- Do sudoeste:  Mehrabad estrada de entrada do aeroporto
- Do sul:  Saidi Expressway
- Do leste:  Rua Azadi

### Transporte público
- Linhas do BRT de Teerã número 1, 2 e 10
- Estação de metrô Meydan-e Azadi